# メイスイ Memory of Water
メイスイ Memory of Water（メイスイ メモリーオブウォーター）はTOKYO FMでかつて放送されていたラジオ番組。fm osakaでもネットされていた。提供はメイスイ。

## 放送期間
2006年7月 - 2007年3月

## 放送時間
- TOKYO FM 土曜12:55 - 13:00
- fm osaka 土曜17:55 - 18:00

## 内容
毎週アーティストが1人（1組）登場し、水辺の思い出を話すというもの。後半は交通情報となっており、その後提供読み上げを挟んでスポンサーのCMが流れる（15:55 - 16:00Piece of Earthとほぼ同じ流れ）。番組の進行はTOKYO FMアナウンサーの村田睦。

## 登場したアーティストの一例
- 岸谷香
- Jazztronik
- HALCALI
- BONNIE PINK
- misono
- Crystal Kay
- 175R
- BEGIN
- アンジェラ・アキ
- 伴都美子

など